# Marjory Gordon
Marjory Gordon (Cleveland, 10 novembre 1931 – Boston, 29 aprile 2015) è stata un'infermiera, docente e scrittrice statunitense, primo presidente della North American Nursing Diagnosis Association (NANDA).
Marjory Gordon inizia la sua carriera infermieristica a New York, diplomandosi "Mount Sinai Hospital School of Nursing" nel 1955. Consegue la laurea triennale e la specialistica all'Hunter College e il dottorato di ricerca al Boston College; qui entra a far parte del corpo docente, dove insegnerà a una nuova generazione di infermiere. 
Le diagnosi infermieristiche sono state il principale interesse di ricerca della prof.ssa Gordon. Nel corso degli anni, ha sviluppato un sistema diagnostico che ha avuto larga diffusione. Edito per la prima volta nel 1982, il Manuale di diagnosi infermieristica è stato tradotto in diverse lingue ed è stato riproposto in una dozzina di edizioni. Ha sostenuto l'inclusione delle diagnosi infermieristiche nella cartella clinica elettronica. Nel 1983 diviene presidente della North American Nursing Diagnosis Association (NANDA). Marjory Gordon è stata membro dell'American Academy of Nursing, annoverata tra le "leggende viventi" dell'Accademia nel 2009.

## Pubblicazioni
- Marjory Gordon e Luisa Anna Rigon, Diagnosi infermieristiche. Processo e applicazioni, CEA, 2009, ISBN 9788808182883.
- Marjory Gordon, Accertamento infermieristico. Raccolta dei dati e ragionamento diagnostico, Minerva Medica, 2010, ISBN 9788877116901.